# Abducted
Abducted è il quarto album in studio del gruppo musicale svedese Hypocrisy, pubblicato il 13 febbraio 1996 dalla Nuclear Blast.
In questo disco, considerato uno dei migliori della band, il cantante e chitarrista Peter Tägtgren cambia il proprio stile vocale, alternando growl e scream.
L'album è stato prodotto e mixato dallo stesso Tägtgren nei suoi Abyss Studio, mentre il mastering è stato curato da Peter In de Betou al Cuttingroom di Solna.
La Nuclear Blast ha pubblicato l'album anche in digipack, contenente quattro canzoni registrate al Nuclear Blast Festival del 25 settembre 2000.

## Tracce
Tutte le tracce scritte da Peter Tägtgren eccetto dove indicato.
1. The Gathering – 1:14
2. Roswell 47 (Hedlund, Tägtgren) – 4:01
3. Killing Art (Szöke, Hedlund, Tägtgren) – 3:00
4. The Arrival of the Demons (Part 2) – 3:23
5. Buried – 3:15
6. Abducted (Szöke, Tägtgren) – 2:55
7. Paradox – 4:36
8. Point of No Return (Szöke, Hedlund, Tägtgren) – 4:00
9. When the Candle Fades – 5:35
10. Carved Up – 3:34
11. Reflections (Hedlund, Tägtgren) – 2:41
12. Slippin' Away – 5:17
13. Drained – 4:29

Tracce bonus (Giappone)
1. Request Denied
2. Strange Ways (Kiss cover)

Tracce bonus (ristampa in digipack del 2003)
1. Fractured Millennium (live) – 5:28
2. Legions Descend (live) – 4:07
3. Fire in the Sky (live) – 5:13
4. Elastic Inverted Visions (live) – 5:47

## Formazione
Gruppo
- Peter Tägtgren - voce, chitarra, tastiere
- Mikael Hedlund - basso
- Lars Szöke - batteria

Produzione
- Hypocrisy - ingegneria del suono
- P. Gron - design, fotografia, art director